# Johnnie Johnston
Johnnie Johnston, nome completo  John Clifford Johnston  (Saint Louis, 1º dicembre 1915 – Cape Coral, 6 gennaio 1996), è stato un attore e cantante statunitense.

## Biografia
Ebbe una certa popolarità negli anni ’40. Iniziò l’attività già negli anni ’30 e registrò diversi dischi per la Capitol Records.
Si sposò cinque volte ed ebbe cinque figli. Uno dei suoi matrimoni fu quello con l'attrice Kathryn Grayson, celebrato il 22 agosto 1947 a Carmel, in California. La Grayson era la sua seconda moglie. Il 7 ottobre 1948 nacque l'unica figlia della coppia, Patricia "Patty Kate" Kathryn Johnston. La coppia si separò il 15 novembre 1950. Il 3 ottobre 1951 la Grayson ottenne il divorzio da Johnston per crudeltà mentale. Esther Williams coprotagonista con Johnston del film Ti avrò per sempre, ha dichiarato nella sua autobiografia del 1999 che durante la lavorazione del film Johnston leggeva ad alta voce le lettere intime della Grayson alle ragazze del suo fan club, compresi i "dettagli fin troppo espliciti su ciò che le piaceva del suo modo di fare l'amore".
In seguito alla sua carriera cinematografica, Johnston gestì un nightclub a New York City.

## Filmografia

### Cinema
- Signorine, non guardate i marinai, regia di George Marshall (1942)
- Priorities on Parade, regia di Albert S. Rogell (1942)
- Ti avrò per sempre, regia di Richard Thorpe (1947)
- Senza catene, regia di Hall Bartlett (1955)
- Rock Around the Clock, regia di Fred F. Sears (1956)